# David Samuelsson

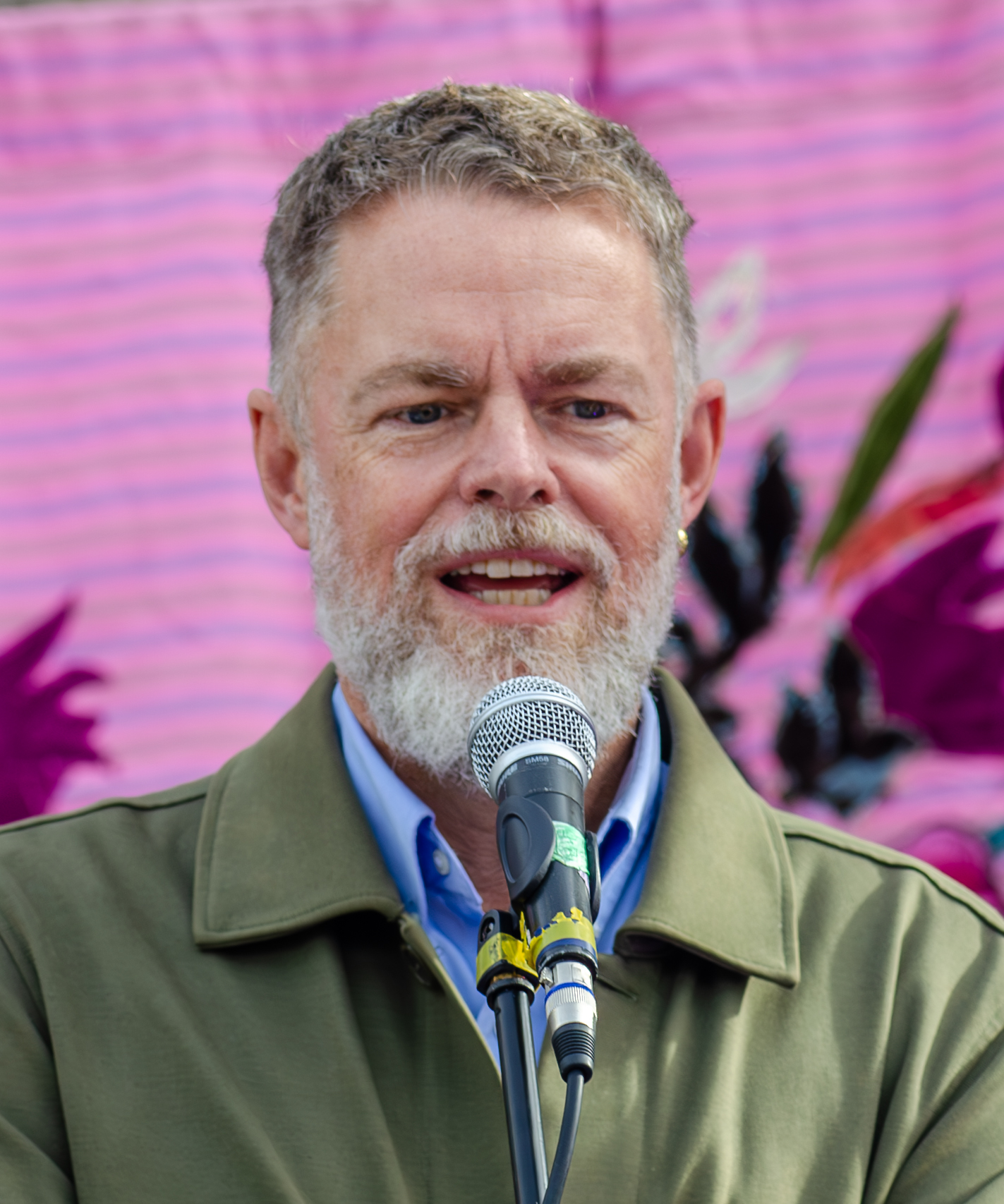
David Samuelsson talar under Folkbildningsstafetten på Mynttorget i Stockholm 2024.

Olle David Ivar Samuelsson, född 13 juni 1965 i Karlstad, är generalsekreterare för Studieförbunden sedan maj 2015. David Samuelsson är även ordförande för civilsamhällesorganisationen Civos och regeringens samrådsorgan NOD. Han har tidigare arbetat  som politiskt sakkunnig och planeringschef på Utbildningsdepartementet, under Thomas Östros 1998 - 2004 såväl som Leif Pagrotsky 2004 - 2006 samt i Stockholms stadshus. 
David Samuelsson har även arbetat studentpolitiskt och var i början av 90-talet vice ordförande på Sveriges Förenade Studentkårer. Han har också varit ordförande i det socialdemokratiska studentförbundet .
Efter valet 2006 blev David Samuelsson press- och kommunikationschef på fackförbundet Kommunal. Under valåret 2010 var han politisk sekreterare åt partiledaren Mona Sahlin på det socialdemokratiska riksdagskansliet. Mellan 2011 och 2015 var han konsult på JKL. 2014 tog han en Master of Public Administration vid Harvard Kennedy School och 1995 en magisterexamen i Datavetenskap vid Uppsala universitet. 
David Samuelsson är gift med Madeleine Harby Samuelsson (född 1962).